# Белгородский разряд
Белгородский разряд, Белгородский столбовой разряд — военно-территориальная и административная единица Русского царства, в XVII—XVIII веках.
Разряд учреждён в 1658 году и располагался на территории современных Орловской, Курской, Белгородской, Сумской, Харьковской и Воронежской областей. Административным центром был сначала Белгород, а затем Курск. В составе Белгородского разряда находились разрядный и слободские казацкие полки. Белгородский разряд упразднён указом Петра I от 18 декабря 1708 года.

## История
С момента отвоевания части территорий Северской земли у Великого княжества Литовского Великим княжеством Московским и далее в Русском царстве до середины XVII века южные (украйные) города  представляли собой обособленные пограничные остроги (крепости), поставленные поблизости к татарским сакмам, «чтобы чужие люди на окраины безвестно не приходили».
Основной административной единицей Русского царства в XVII веке был уезд. В большинстве уездов было по одному городу. Город был военным, судебным и административным центром прилегающего к нему уезда. Деление территории Русского царства на уезды сложилось постепенно, исторически, на основе прежних княжеств и их уделов.
С построением Белгородской черты в 1640-х годах возникла необходимость управления большой территорией, важной в военном отношении для Русского царства. Управлялось всё царство в то время через систему приказов. Разрядный приказ ведал служилыми людьми, военным управлением, а также южными («украинными») городами, позже Малороссийский приказ. В ведении Разрядного приказа было распределение служилых людей по поселённым полкам, назначение воевод и их товарищей (помощников) из числа бояр и дворян в города России, управление засечной, сторожевой и станичной службами — пограничной службой на засечных чертах, обеспечение служилых людей земельным. хлебным и денежным жалованьем.
С 1636 года началось строительство новой укреплённой линии — Белгородской черты с центром в городе-крепости Белгороде. Пространство у черты быстро заселялось, особенно с начала 1650-х годов, когда произошло большое передвижение пограничного (украинского) населения на свободные земли, по приглашению Русского царя. Ещё в 1646 году предпринималась попытка создания единого центра управления военно-территориальными формированиями на юге России в Белгороде, однако тогда дело доведено до конца не было. В 1650-х годах в Разрядном приказе появился новый «стол» — Белгородцкий, который делился на «повытья», возглавлявшиеся «старыми подьячими».
В 1658 году был учреждён Белгородский разряд (чаще называемый Белгородским полком), как военно-административная единица, объединяющая несколько уездов. В Белгороде была создана окружная канцелярия — Белгородская разрядная приказная изба. Первоначально в разряд было включено 17 городов с окресностями:
- Белгород,
- Новый Оскол,
- Валуйки,
- Мценск,
- Новосиль,
- Чернь
- Чугуев и другие города.

Административным центром Белгородского разряда был сначала Белгород, а позднее Курск. Воевода Белгородского разряда также возглавлял и Белгородский полк. В случае военной опасности под его команду должны были также сходиться со своими отрядами воеводы Орла, Тулы, Ельца. Таким образом, Белгородский разряд территориально и административно охватывал полностью или частично нынешние Орловскую, Курскую, Белгородскую, Сумскую, Харьковскую и Воронежскую области.
Огромная территория Белгородского разряда, постепенно расширявшаяся благодаря возвращению отторгнутых территорий Руси, охватывала бассейны Дона, Северского Донца, правого притока Оки — р. Зуши, Псла и верхнего течения Сейма.
Первым воеводой Белгородского разряда стал князь Григорий Григорьевич Ромодановский. Как говорилось в наказе, разрядный воевода назначался «к Белгороду… ведать городы и в них воевод и ратных полковых и осадных всяких чинов людей службою и судом и денежными и хлебными всякими доходы». Одновременно с возникновением Белгородского разряда формируется Белгородский разрядный полк — военное соединение, включавшее в себя все вооружённые силы разряда.
Начиная с осени 1658 года (то есть фактически с момента своего создания) войска Белгородского разряда участвовали в охране границ России, в русско-польской войне 1654—1667 годов. Затем они участвовали в боевых действиях против гетманов Ивана Брюховецкого и Петра Дорошенко в 1668—1669 годах, подавлении бунта (восстания) С. Разина, в Русско-турецкой войне 1672—1681 годов, в Крымских и Азовских походах. Неоднократно Белгородский разряд получал «благодарственное слово» от царей Алексея Михайловича и Петра I.

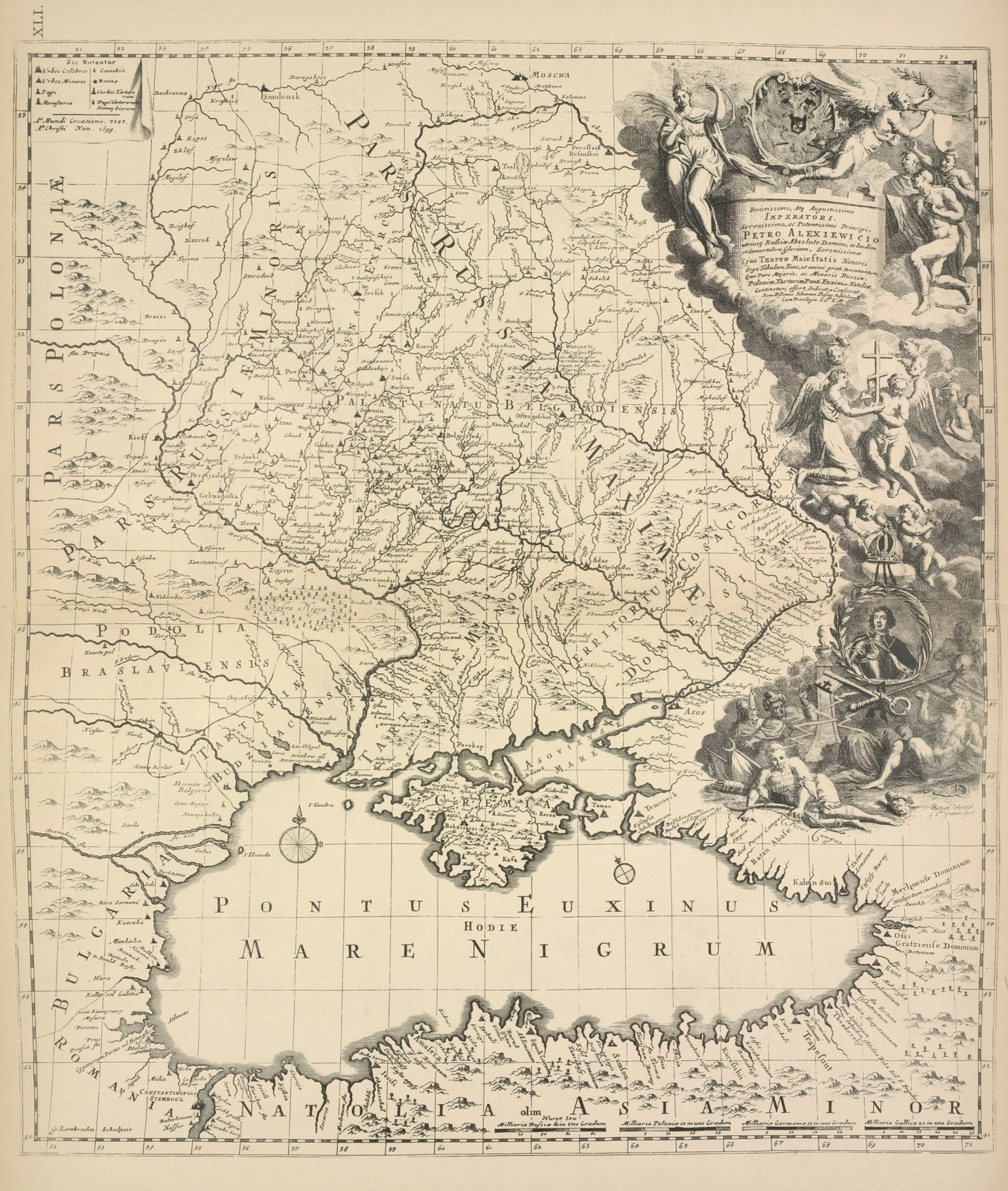
Белгородский разряд (Palatinatus Belgradiensis) на карте Менгдена-Брюса 1699 года

Белгородский разряд упразднён указом Петра I от 18 декабря 1708 года. Его территория была разделена между вновь образованными Киевской и Азовской губерниями.

## Территория
Территория Белгородского разряда делилась на три части: города «в черте» (то есть, расположенные «внутри» Белгородской черты), города «по черте» (то есть находившиеся непосредственно на Белгородской черте, и включённые в её систему укреплений-городков), города «за чертой», расположенные с «внешней» (степной) стороны Черты. Количество городов (уездов) входивших в его состав неоднократно менялось.
В 1660 году Белгородский разряд насчитывал 44 «города»: Белёв, Мценск, Новосиль, Ливны, Старый Оскол, Чернавск, Епифань, Ефремов, Ахтырской, Вольной, Карпов, Белгород, Яблонов, Верхососенской, Усерд, Коротояк, Воронеж, Костенской, Добрый, Козлов, Бельский, Волуйки, Болхов, Орёл Чернь, Елец, Курск, Талецкий, Лебедянь, Данков, Обоянь, Олешня, Хотмышск, Болховой, Короча, Новый Оскол, Острогожск, Ольшанск, Урыв, Усмань, Орлов, Сокольск, Челновой, Чугуев.
В 1663 году Белгородский разряд насчитывал 51 «город». Из них 19 городов находились «в черте»: Белёв, Болхов, Мценск, Курск, Ливны, Елец, Орёл, Кромы, Чернь, Новосиль, Талецкий, Чернавск, Ефремов, Епифань, Данков, Лебедянь, Старый Оскол, Обоянь, Землянск. «На черте» находились 25 городов: Белгород, от Белгорода «по черте» по правую сторону (если смотреть из Москвы): Болховой, Карпов, Хотмышск, Вольный, Олешня, Ахтырка. «По черте же от Белгорода на левую сторону»: Короча, Яблонов, Новый Оскол, Верхососенск, Усерд, Ольшанск, Острогожск, Коротояк, Урыв, Воронеж, приписные к Воронежу городки Костёнск и Орлов, Усмань, Сокольск, Добрый, Козлов, козловские приписные городки: Бельский городок, Челнавский острог. Городов «за чертою» 7, «а ведомы те городы к Белугороду»: Чугуев, Валуйки, Царёв-Борисов, Нежегольск, Колонтаев, Харьков, Змеев.
В середине 1660-х годов из Белгородского разряда выделили Севский разряд, в него вошли юго-западные (украинные) русские города с уездами.
В начале 1668 года белгородским воеводой князем Ю. Н. Барятинским для облегчения управления обширным Белгородским разрядом был предложен проект разделения его на две части: Белгородский (32 «западных» города) и Воронежский (31 «восточный» город) разряды. Однако из-за начавшегося в феврале 1668 г. мятежа гетмана И. М. Брюховецкого данная административная реформа так и не была реализована.
По росписи 1676/1677 годов в Белгородском разряде значился уже 61 город: в «черте» — Мценск, Елец, Ливны, Курск, Новосиль, Чернь, Епифань, Данков, Лебедянь, Талецкий, Чернавский, Ефремов, Старый Оскол, Землянск, Обоянь, Суджа, Сумин, Лебедин, Мирополье, Краснополье, Белополье; на «черте» — Белгород; «по черте вправо» (со стороны Москвы, то есть к западу от Белгорода) — Болховой. Карпов, Хотмышский, Вольный, Ахтырский Алешня, Боровль; «по черте налево» — Короча, Яблонов, Новый Оскол, Верхососенский, Усерд, Ольшанский. Острогожский, Коротояк, Урыв, Костенский, Воронеж, Ордов, Усмань, Белоколодский острог, Сокольский, Доброе, Козлов, Бельский городок в Козловском уезде, Челнавский острог; «за чертой» — Нежегольский, Валуйки, Чугуев, Салтов, Харьков, Колонтаев, Краснокутский, Городное, Богодухов, Мурава, Булыклея, Змеев, Царёв Борисов, Валки, Маяцкий, Соляной.

## Разрядные воеводы
Руководство Белгородским разрядом осуществлял Разрядный воевода, который обладал всей полнотой военной, судебной и административной власти на подотчётной территории в государстве. Царским указом ему предписывалось «ведать города и [этих городов] полковые и городовые службы всяких ратных чинов людей полковыми и судными и всякими расправными делами», то есть ему подчинялись и «города»/уезды (а также городовые воеводы), и все служилые люди, находившиеся на их территории. Для административного управления территорией была создана особая канцелярия — Белгородская разрядная приказная изба, которая была подотчётна Разрядному приказу в Москве. Разрядный воевода также был подотчётен Разрядному приказу.
Воевода Белгородского разряда одновременно был командующим Белгородского разрядного полка. На время его отсутствия (участие в походах или вызовы в Москву) управление Белгородским разрядом осуществлял белгородский городовой (осадный) воевода.
Воеводы Белгородского разряда:
- 1658—1664 — окольничий кн. Г. Г. Ромодановский
- 1664—1666 — боярин кн. Б. А. Репнин
- 1668—1668 — окольничий кн. Ю. Н. Барятинский
- 1668—1678 — боярин кн. Г. Г. Ромодановский
- 1678, 8 ноября — боярин кн. И. Б. Репнин
- 1678, 21 ноября — боярин И. Б. Милославский
- 1679—1682 — боярин кн. П. И. Хованский
- 1683—1685 — боярин А. С. Шеин
- 1685 — сент. 1687 — боярин кн. М. А. Голицын (умер в Белгороде)
- 1687, сент — 1697, фев. — боярин Б. П. Шереметев
- 1697, фев. — 1700, фев. — боярин кн. Я. Ф. Долгоруков
- 1700—1702 — генерал-майор Христофор Андреевич Ригимон
- 1702—1707 — генерал-поручик кн. И. М. Кольцов-Мосальский (с 1703 г. именовался также губернатором)
- 1707 — кн. Д. М. Голицын, также велено его писать Киевским воеводою, а с 6 марта 1711 года — губернатором, в этой должности оставался до 1718 года.

## Белгородский разрядный полк

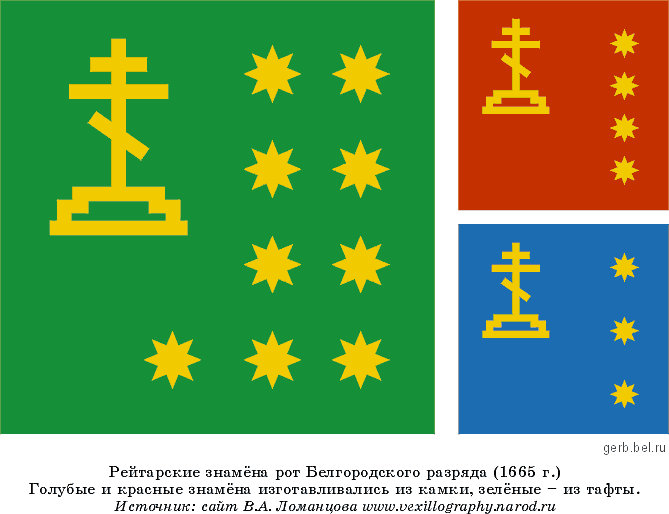
Знамёна рейтарских рот Белгородского разрядного полка, сшитые в Казённом приказе в январе 1665 года. Всего для отправки в Белгород было изготовлено три камчатых голубых, 4 камчатых красных и 9 тафтяных зелёных рейтарских знамён. Количество звёзд на полотнищах указывало номер роты.

Знамя Белгородского пехотного полка 1712 г.

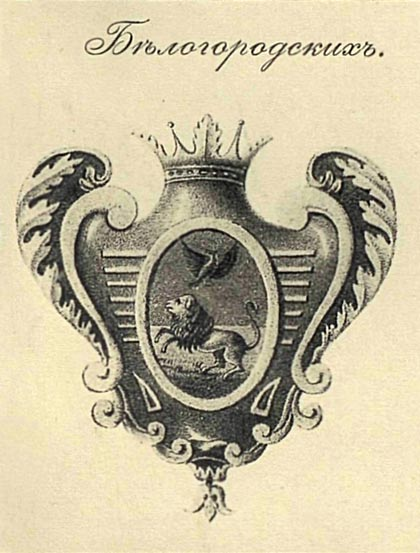
Знамённый герб Белгородских (пехотного и гарнизонного) полков. 1730 год.

Белгородский разрядный полк — воинское соединение, включавшее в себя все полевые («полковой службы») войска Белгородского разряда (военно-административного округа). Также встречаются наименования — Белгородский воеводский полк, Белгородский полк.
Гарнизонные («городовой службы») войска оставались в ведении городовых (осадных) воевод, не участвовали в походах, и не входили в состав Белгородского полка.

### Состав
Белгородский разрядный полк состоял из нескольких компонентов:
- поместной конницы (городовые дворяне и дети боярские «сотенной службы»)
- полков «Нового строя» (копейного, рейтарских, драгунских и солдатских)
- жилого стрелецкого приказа в Белгороде[15]
- черкасских (слободских) казачьих полков

Общая численность ратных людей Белгородского полка, а также его структура и организация неоднократно менялись (детали см. ниже).
При создании Белгородского разряда в июне 1658 года он насчитывал 19 252 чел.: 2 тыс. поместной конницы, 3 рейтарских (полк-к Яган Фанрозенбах, 1 200 чел.; полуполк-к Иван Шепелев, 600 чел.; полуполк-к Семён Скорняков-Писарев, 600 чел.), 3 драгунских (полк-к Рафайло Корсак, 1329 чел.; Вилим Фанзейц, 1251 чел.; Яган Фанзагер, 1121 чел.) и 6 солдатских (Белгородский полк-к Филипп Фанбуковин, 1601 ч.; Яблоновский Яков Лесли, 1623 ч.; Козловский Яков Ронорт, 1575 ч.; Усердский Фёдор Вормзер, 1481 ч.; Верхососенский Яган Инвальт, 1400 ч.; Карповский, Вилим Фангален, 1522 ч.) полки, приказ московских стрельцов К. Иевлева (600 ч.).
В июле 1658 года рейтарские полки И. Шепелева и С. Скорнякова-Писарева, а также драгунский полк Р. Корсака были направлены в гарнизон Киева. Вместо них в начале осени были сформированы 2 дополнительных полка (шквадроны), командование которыми было поручено полковнику Вилиму Фангалену и полуполковнику Ивану Сасу. Также осенью 1658 г. полковник В. Фанзейц возглавил Верхосенский солдатский полк, а его полковник Я. Инвалт — драгунский полк Фанзейца. Вместо Ф. Вормзера его рейтарский полк возглавил Я. Фанзагер, а его драгунский полк получил Михайло Гопт. Полковника Я. Фангалена во главе Карповского солдатского полка сменил Яган Краферт. Также были сформированы 3 копейные роты, которыми в январе 1659 г. командовали ротмистры И. Беклемишев, А. Тяпкин и Т. Шеншин.
Весной 1659 года часть воинских сил Белгородского полка была оставлена для обороны южных рубежей Российского государства, и в Конотопском походе с кн. Г. Г. Ромодановским приняло участие 7,3 тыс. белгородцев: 1066 поместной конницы, 221 копейщиков (3 роты), 1091 рейтар (полки/шквадроны В. Фангалена и И. Саса), 390 драгун полка Я. Инвалта, 4298 солдат (полки Ф. Фанбуковина, Я. Лесли и Я. Краферта) и 250 донских казаков и новокрещенов.
Весной 1662 года Белгородский разрядный полк насчитывал по спискам 15,2 тыс. чел.: 97 поместной конницы, копейный полк Л. Копина (при нём рейтарская шквадрона, всего 1212 копейщиков и рейтар), 6 рейтарских (Фёдора Вормзера, 1141 ч.; Михайло Гопта, 1048 ч.; Ягана Тура, 1011 ч.; Ивана Саса, н.д.; Петра Скоржинского, 919 ч.; Леонтия Отмусова, 896), 2 драгунских (Адама Эля, 923 ч.; В. Кормихеля, 685 ч.) и 5 солдатских (Я. Лесли, 1607 ч.; Я. Инвальта, 1473 ч.; Фёдора Ниротморцева, 1354 ч.; Я. Фанзагера, 1042 ч.; Дирика Графа, 821 ч.) полков, стрелецкий приказ К. Иевлева (634) и 377 донских и орешковских казаков.
На смотре 18 сентября 1662 года Белгородский разрядный полк насчитывал 12,7 тыс. чел.: 133 ч. «сотенной службы», 1383 ч. в копейном полку (копейная шквадрона майора Петра Стромичевского — 583 ч.; рейтарская шквадрона полуполковника Еремея Марлета — 600 чел.), 6 рейтарских (Фёдора Вормзера, 1169 ч.; Михайло Гопта, 984 ч.; Рафайло Корсак, 474 ч.; Иван а Саса, 1054 ч.; Петра Скоржинского, 645 ч.; Леонтия Отмусова, 851 ч. — всего 5177 ч.), 2 драгунских (Любима Вяземского, 557 ч.; Адама Эля, 622 ч.), 5 солдатских (Яков Лесли, 859 ч.; Яган Инволт, 1115 ч.; Яган Фанзаег, 710 ч.; Осип Спешнев, 887 ч.; Дирик Граф, 582 ч.) полков, стрелецкий приказ К. Иевлева (582 ч.) и 340 донских и орешковских казаков и новокрещенов.
Весной 1663 года в Белгородском разрядном полку указаны 7 рейтарских (Фёдор Вормзер, Михайло Гопт, Иван Сас, Пётр Скоржинский, Яков Тур, Леонтий Отмусов, Рафайло Корсак), один драгунский (Яган Гулиц) и 6 солдатских (Яков Лесли, Яган Инвольт, Яган Фанзагер, Осип Спешнев, Адам Гель/Эль, Дирик Граф) полков.
В феврале 1664 г. при отражении "Зимнего похода" короля Яна-Казимира Белгородский разрядный полк под командованием кн. Г. Г. Ромодановского насчитывал в строю 10,8 тыс. чел.: 96 "сотенной службы", 361 начальный человек полков "нового строя", 880 копейщиков, 7 рейтарских полков (Ф. Вормзера, 974; Д. Фанвизина, 538; М. Гопта, 744; Р. Корсака, 428; П. Скоржинского, 1002; Ф. Ульфа, 679; Я. Гулица, 773) и рейтарская шквадрона Е. Марлета (651), 4 солдатских (Белгородский Я. Лесли, 774; Усердский Я. Фанзагера, 796; Карповский С. Вестова, 872; Усмоньский Д. Графа, 708) и белгородского жилого стрелецкого приказа К. Иевлева (526).
В сентябре 1664 года по данным смотра, проведённого новым белгородским воеводой князем Б. А. Репниным, Белгородский разрядный полк насчитывал 13,8 тысяч человек и состоял из поместной конницы «сотенной службы», копейного полка Ивана Саса (993 ч.) при котором была рейтарская шквадрона Еремея Марлета (722 ч.), 7 рейтарских (Фёдор Вормзер, 1121 ч.; Денис Фанвизин, 1150 ч.; Михайло Гопт, 876 ч.; Рафайло Корсак, 407 ч.; Пётр Скоржинский, 1110 ч.; Франц Ульф, 788 ч.; Яган Гулиц, 961 ч.), 4 солдатских (Яков Лесли, 1404 ч.; Яган Фанзагер, 1158 ч.; Дирик Граф 1043 ч.; Самойло Вестов, 846 ч.) полков, Белгородского жилого стрелецкого приказа Ивана Волкова, а также донских, орешковских и яицких казаков (233 ч.). Кроме этого в состав Белгородского разрядного полка входили 4 слободских черкасских полков (Харьковский, Ахтырский, Сумский и Острогожский).
Весной 1668 года Белгородский разрядный полк при приёмке его новым белгородским воеводой князем Г. Г. Ромодановским насчитывал 15,7 тысяч человек. Организационно он состоял из поместной конницы «сотенной службы», копейного полка Ивана Саса (946 ч., в Старом Осколе) при котором была рейтарская шквадрона Еремея Марлета (543 ч., Ефремов), 7 рейтарских (Михайла Гопта, 940 чел., Белгород; Григория Полтеева, 908 чел., Белгород; Фёдора Вормзера, 724, на Обояни; Дениса Фанвизина,840, во Мценске; Ягана Гулица, 710, в Туле; Франца Ульфа, 1158, в Козлове; Петра Скаржинского, 1014, на Ельце), 2 драгунских (майора Ицхеля Буларта в Новосили — 444 чел.; подполковника Любимова полку Везевского в Добром Городище 764 чел.) и 5 солдатских (в Белгороде Якова Лесли 994 чел., Самойло Вестова в Козлове 998 чел., Крестьяна Любенова в Яблонове 952 чел., Ягана Фанзагера на Воронеже 946 чел., Дирика Графа на Коротояке 669 чел.) полков, Белгородского жилого стрелецкого приказа Ивана Волкова и 4 слободских черкасских полков (Харьковского, Ахтырского, Сумского и Острогожского).
Летом 1669 г. Белгородский разрядный полк под командованием кн. Г. Г. Ромодановского насчитывал 22,4 тыс. чел.: 307 городовых дворян и детей боярских сотенной службы, 1093 копейщиков в полку Ивана Саса, 8811 рейтар в 8 полках (Белгородском Михаила Гопта, 2-м Белгородском Григория Полтева, Обоянском Якова Одоврина, Мценском Микиты Дромонта, Тульском п/п-ка Мирона Золотарёва, Козловском Франца Ульфа, Елецком Петра Скаржинского и Добринском Леонтия Отмустова) и рейтарской шквадроне Еремея Марлента при копейном полку И. Саса, 427 драгун п/п-ка Любима Вязевского, 653 стрельца Белгородского жилого стрелецкого приказа Ивана Волкова, 4600 солдат в 5 полках (Белгородском Якова Лесл, Карповском Самойло Вестова, Яблоновском Крестьяна Любенова, Воронежском или Усердском Ягана Фанзагера и Усманьском Самойло Бейма) и 6496 слободских казаков 4 полков (Харьковского, Ахтырского, Сумского и Острогожского).
К началу 1672 года Белгородский разрядный полк насчитывал по смотренным спискам 21,9 тысяч человек: 83 завоеводчика и есаула, 294 городовых дворян и детей боярских сотенной службы, 8921 копейщиков и рейтар, 474 драгуна, 4300 солдат, 612 стрельцов, 241 донской и орешковский казак и 7038 слободских черкас. Организационно Белгородский разрядный полк состоял копейного полка полковника Ивана Саса при котором была рейтарская шквадрона полковника Еремея Марлета (фактически — полноценный рейтарский полк численностью около 850 чел.), 8 рейтарских полков (полковники Михайло Гопт, Андрей Цей, Микита Дромонт, Пётр Стромичевский, Пётр Скоржинский, Франц Ульф, Иван Гаст и стольник Григорий Полтев), драгунской шквадроны полковника Любима Вяземского, 5 солдатских полков (Белгородский Елизария Кро, Карповский Самойло Вестова, Яблоновский Артемия Росформа, Усердский Выгана Кригера и Усманьский Франца Ульфа) и московского жилого стрелецкого приказа головы Ивана Волкова. Слободские черкасы были организованы в 5 полков: Сумской полковника Герасима Кондратьева, Харьковский Григория Захарова (Захарьева), Острогожский Герасима Карабута, Ахтырский Демьяна Зиновьева и Балаклейский Якова Черниговца.
Летом 1673 года присланным из Москвы стряпчим Гаврилой Тухачевским был проведён дополнительный разбор белгородских служилых людей солдатского строя и их родственников, по результатам которого в прибавку к прежним 5 964 солдатам было прибрано на службу 3 238 новых солдат. После завершения смотра и верстания новых солдат 28 сентября была проведена новая роспись (перераспределение) служилых корпораций («городов»/уездов) между полками и сформирован новый, 6-й, солдатский полк. Белгородский полк Е. Кро по новой росписи насчитывал 1240 человек, Яблоновский А. Росформа — 1118, Усердский В. Кригера — 1146, Карповский С. Вестова — 1294, Усманьский Ф. Ульфа — 1264, Козловский Ивана Гаста — 1302.
Осенью 1675 года количество солдатских полков вновь было сокращено до 5. В Белгородском солдатском полку Е. Кро должно было быть 1839 солдат (Белгород, Старый Оскол, Ливны и др.), Яблоновском А. Росформа — 940 (Яблонов, Ефремов, Новый Оскол и др.), Усердском В. Кригера — 1453 (Усерд, Елец, Коротояк и др.), Карповском С. Вестова — 1343 (Карпов, Обоянь, Чернь и др.), Усманьском Ф. Ульфа — 1247 (Усмань, Воронеж и др.).
В Чигиринском походе 1677 года Белгородский разрядный полк под командованием кн. Г. Г. Ромодановского должен был насчитывать 21,7 тыс. чел.: 900 городовых дворян и детей боярских сотенной службы, 450 начальных людей полков «нового строя», 1361 копейщиков в копейном полку полковника стольника Г. И. Косагова, 9322 рейтар (в 8 полках генерал-майора Франца Ульфа и полковников Михайло Гопта, Ягана Калбрехта, Микиты Друмонта, Петра Скоржинского, Григория Полтева, Петра Стромичевского и Ягана Барова, а также рейтарской шквадроне полковника Еремея Марлета при копейном полку Косагова), 843 драгун полка Любима Вяземского, 7973 солдат (в 6 полках генерал-майора Франца Ульфа, полковников Елизария Кро, Артемия Росформа, Анца Олоф Грана, Самойло Вестова и Ивана Англера) и 809 стрельцов Белгородского жилого приказа головы Игнатия Логинова. Также с Белгородским полком должны были нести службу 11 тыс. слободских черкас (Ахтырского, Харьковского, Сумского и Острогожского полков).
Осенью 1680 г. была составлена новая роспись по разрядным полкам («Роспись перечневая ратным людям, которые во 189 году росписаны по розрядам»), в которой Белгородский разрядный полк был разделен на два, Белгородский и Тамбовский. С целью облегчения служебной нагрузки многих рейтар планировалось перевести в солдатскую службу, тем не менее, общая численность двух разрядных полков должна была составить (без черкас) 24,2 тыс. чел.: 201 сотенной службы, 5555 копейщиков и рейтар (5 полков), 17 547 солдат (12 полков), 779 стрельцов и 126 донских казаков. Из них в Белгородском разрядном полку должны были нести службу 9,9 тыс. чел.: 190 городовых дворян и детей боярских сотенной службы, 2278 копейщиков и рейтар (копейно-рейтарский полк генерал-майора Якова Бильса, 1721 чел., и рейтарский Микиты Дромонта, 557 чел.), 5,9 тыс. солдат (в полках г-м Я. Бильса и полковников Вилима Шарфа, Карла Ригимона, Андрея Борнета и Кашпира Гулица), 790 стрельцов жилого стрелецкого приказа Григория Горюшкина, 126 донских казаков, 207 ратных людей на Валуйке и 492 в Чугуева. Кроме этого в составе Белгородского разрядного полка несли службу 14 865 черкас 4 слободских полков: 5 тыс. Сумского, 3085 Ахтырского, 1725 Острожскаго и 5055 Харьковского.
Уже в 1682 г., Белгородский и Тамбовский разряды были вновь объединены в один Белгородский, который состоял (численность полков и полковники приведены по росписи 1682/1683 г.; полки в документе названы по полковым центрам) из одного копейного (Ицхель Буларт, 1483 чел.), 7 рейтарских (Белгородский, г-м Яков Бильс, 1028; Курский Михайло Гопт, 916; Обоянский, Иван Баров, 850; Ливенский, Иван Фанфенекбир, 875; Козловский, Христофор Ригимон, 991; Мценский, Яган Гулиц, 754; Елецкий, Петр Стромичевский, 601) и 13 солдатских (Белгородский, г-м Яков Бильс, 1128; Яблоновский Карл Ригимон, 1011; Курский, Самойло Вестов, 1753; Хотмышский, Кашпир Гулиц, 905; Ефремовский, Тобиас Калбрехт, 1482; Коротоякский, Данило Пулст, 1592; Мценский, Михайло Вестов, 1205; Елецкий, Иван Франк, 1245; Усманьский, «полковник отозван и начальных людей в полку ныне нет», 1129; Воронежский, «полковник отозван», 1099; Козловский, Матвей Болдвин, 1718; Добренский,  Варфоломей Ронорт, 1309), в которых по данным разборных книг насчитывалось 1483 копейщика, 6015 рейтар и 16880 солдат. Кроме этого, в Белгороде все также находился Белгородский жилой московский стрелецкий полк, которым командовал Данило Юдин.
В 1687 г. в 1-м Крымском походе численность Белгородского разрядного полка по данным наряда (без учета начальных людей) составляла около 26,8 тыс. чел.: 408 сотенной службы, 1200 копейщиков и 6,4 тыс. рейтар (в 7 полках: Белгородский полковник Данило Пулст, Ливенский Яган Фанфенекбир, Мценский Ицхель Буларт, Обоянский Иван Баров, Козловский Христофор Ригимон, Курский Иван Гопт, Елецкий Кашпир Гулиц), 18 тыс. солдат (в 13 полках: Белгородский и Яблоновский полки под командой г-м Давыда Граама, Курский Михайло Вестов, Ефремовский Юрий Фамендин, Ливенский Елизарий Кро, Добренский Михайло Горзин, Мценский Петр Эрлант, Елецкий Александр Ливенстон, Усмоньский Гаврила Турнер, Козловский Матвей Бодвин, Староосольский Федор Мевс, Хотмышский Яков Готфрит, Воронежский Юхан Липстром) и около 800 стрельцов в жилом приказе Данилы Юдина. В 1-м Крымском походе 1687 г. отдельного Белгородского разрядного полка сформировано не было, и белгородские служилые люди были разделены между несколькими разрядными полками.

### Участие в военных действиях
Русско-польская война (1654—1667)
- Оборона Киева 1658 г.
- Поход на Левобережье осенью 1658 г.
- Конотопский поход 1659 г.
- Чудновский поход 1660 г.
- Каневский поход 1662 г.
- Зимний поход Яна-Казимира 1663—1664

Межвоенный период (1667—1672)
- Мятеж гетмана И. М. Брюховецкого 1668 г.
- Глуховский поход 1669 г.
- Участие в подавлении восстания С. Т. Разина
- Конотопский поход 1672 г.[32]

Русско-турецкая война 1672—1681 гг.
- Подготовка к участию в «Государевом походе» на Правобережье, весна-лето 1673 г.
- Зимний поход 1673/1674 г. на Правобережье
- Чигиринский поход 1674 г.
- Поход к Переяславлю, август-октябрь 1675 г.
- Чигиринский поход 1676 г.
- Чигиринский поход 1677 г.
- Чигиринский поход 1678 г.
- 1-й Киевский поход 1679 г.
- 2-й Киевский поход 1680 г.
- Строительство Изюмской черты 1680—1681 г.

Межвоенный период (1682—1686)
Русско-турецкая война 1686—1700 гг.
- 1-й Крымский поход 1687 г.
- Самарский поход и строительство Новобогородицкой крепости 1688 г.
- 2-й Крымский поход 1689 г.
- Казыкерменский поход 1695 г.
- Азовский поход 1696 г.
- Таванский поход 1697 г.